# Виктор Радмин
Виктор Радмин (Ананд Махендра Радмин) е единственият професионален покер играч от Гана.

## Биография
Роден е в Джорджтаун, Гана през 1968 г. Живее в Бронкс, САЩ.
Член е на отбора на PokerStars.
През 2003 г. успява да завърши в парите на WSOP, събитие $2000 pot limit Texas hold 'em. Пак през 2003 г. играе $10 000 no limit hold 'em, основно събитие на същия турнир, и завършва 29-и.